# Beto Vidigal
Norberto Deolindo Vidigal – detto Beto – (Lubango, 9 giugno 1964 – 19 dicembre 2019) è stato un calciatore portoghese, di ruolo centrocampista.

## Biografia
Anche i suoi fratelli José Luís, Jorge, José detto Lito e António detto Toni sono stati calciatori.

## Carriera
Ha giocato nella massima serie portoghese con la maglia dell'O Elvas.